# Eladio Rojas
Eladio Alberto Rojas Diaz (ur. 8 listopada 1934 zm. 13 stycznia 1991) – chilijski piłkarz, pomocnik. Brązowy medalista MŚ 62.
W reprezentacji Chile zagrał 27 razy i zdobył 3 gole. Debiutował w 1959, ostatni raz zagrał w 1968. Brał udział w Copa América 1959. Podczas MŚ 62 wystąpił we wszystkich spotkaniach Chile w turnieju i strzelił dwie bramki, w tym jedną w meczu o trzecie miejsce, wygranym 1:0 spotkaniu z Jugosławią. Grał w Evertonie z Viña del Mar, argentyńskim River Plate i Colo-Colo.